# Yunnanocephalus
Lo yunnanocefalo (gen. Yunnanocephalus) è un artropode estinto, appartenente ai trilobiti. Visse nel Cambriano inferiore (circa 520-515 milioni di anni fa) e i suoi resti fossili sono stati ritrovati in Cina.

## Descrizione
Questo animale era di piccole dimensioni, e solitamente era lungo pochi centimetri. Le antenne erano quasi parallele nel punto della loro origine al margine dello scudo cefalico, per poi divergere fortemente e assottigliarsi. Le appendici biramate (presenti sia nel cephalon che nel thorax) non sono ben conosciute.
Lo scudo cefalico possedeva un margine arrotondato, con una glabella smussata anteriormente assottigliata, con lati dritti e un lobo frontale smussato e solchi deboli o assenti. Il campo preglabellare era leggermente più lungo del margine anteriore. Gli occhi erano relativamente piccoli e la cresta ottica spesso era bilobata. Le suture facciali erano quasi parallele, o al massimo convergevano debolmente anteriormente; posteriormente, invece, decorrevano obliquamente fino a intersecare una piccola spina interguanciale all'interno di una regione guanciale arrotondata. L'ipostoma era probabilmente connesso alla continuazione ventrale del margine anteriore grazie a piastre rostrali a forma di plettro. Il thorax era composto da quattordici segmenti, dotati di lobi laterali (tranne l'ultimo) e con spine marginali corte e robuste. Era presente inoltre un nodo mediano su gran parte degli anelli assiali. Lo scudo caudale era molto piccolo e consisteva principalmente in un asse rettangolare con due anelli assiali incompleti e una prominenza ventrale sotto la parte posteriore. L'area dei fianchi era minuscola e subtriangolare.

## Classificazione
I fossili di questo animale, provenienti da varie zone della Provincia di Yunnan, vennero descritti per la prima volta da Mansuy nel 1912, ma solo nel 1936 Kobayashi attribuì questi resti al nuovo genere Yunnanocephalus. La specie più nota è Y. yunnanensis, ritrovata tra l'altro anche nel famoso giacimento di Chengjiang.
Yunnanocephalus appartiene al gruppo dei redlichidi, un gruppo di trilobiti piuttosto primitivo e tipico del Cambriano.